# Igor Sartori
Igor Torres Sartori (Rio de Janeiro, 8 gennaio 1993) è un calciatore brasiliano, attaccante del Tai Po.

## Carriera
Ha giocato nella massima serie dei campionati giapponese, brasiliano ed hongkonghese.

## Palmarès

### Club

#### Competizioni nazionali
- Coppa J. League: 1

Kashima Antlers: 2011
- Coppa del Brasile: 1

Flamengo: 2013
- Campionato hongkonghese: 1

Tai Po: 2018-2019
- Coppa dell'Imperatore: 1

Ventforet Kofu: 2022